# Stolniceni-Prăjescu
Stolniceni-Prăjescu là một xã thuộc hạt Iași, România. Dân số thời điểm năm 2002 là 5619 người.